# Port lotniczy Mbambanakira
Port lotniczy Mbambanakira (IATA: MBU, ICAO: AGGD) – port lotniczy położony na wyspie Mbambanakira (Wyspy Salomona).